# (169071) 2001 FR185
(169071) 2001 FR185 est un objet transneptunien du groupe des plutinos.

## Caractéristiques
2001 FR185 mesure environ 111 km de diamètre.

## Orbite
L'orbite de 2001 FR185 possède un demi-grand axe de 39,104 ua et une période orbitale d'environ 245 ans. Son périhélie l'amène à 31,7 ua du Soleil et son aphélie l'en éloigne de 46,509 ua. Il s'agit d'un plutino.

## Découverte
2001 FR185 a été découvert le 26 mars 2001.